# The Book Agent (film 1917)
The Book Agent è un film muto del 1917 diretto da Otis Turner.

## Trama
Harry Kelly, un venditore di libri, si innamora di Mollie Lester, un'infermiera che lavora per Crandall Barker, un ricco invalido che, in realtà, è suo nonno. La madre di Mollie, infatti, quando aveva voluto sposarsi per amore, era stata diseredata dal padre che, in seguito, non aveva più visto. Adesso Barker - anche se ignaro del rapporto di parentela che li lega - trova sempre più rasserenante la presenza della ragazza, che lo rallegra con le sue buffonerie. Il vecchio, però, è oggetto delle manovre del nipote Dana Sneed, del reverendo Ginem e del dottor Newdope, un terzetto di profittatori che vogliono mettere le mani sul patrimonio di Barker. I loro raggiri vengono sventati da Kelly che salva Barker anche dall'essere rapito da Ginem. Il giovane scopre la vera identità di Mollie e fa riconciliare nonno e nipote. Mollie non solo sposa Kelly, ma diventa anche l'unica erede di Barker.

## Produzione
Il film fu prodotto dalla Fox Film Corporation.

## Distribuzione
Il copyright del film, richiesto dalla William Fox, fu registrato il 13 maggio 1917 con il numero LP10752.
Distribuito dalla Fox Film Corporation e presentato da William Fox, il film uscì nelle sale cinematografiche USA il 14 maggio 1917.